# Carel Fabritius
Carel Fabritius (pokřtěn 27. února 1622 Middenbeemster – 12. října 1654 Delft) byl nizozemský malíř a jeden z Rembrandtových nejtalentovanějších žáků.

## Podoby jména
- Pieter Carels
- Carel Fabricius
- Carolus Pietersz. Fabritius
- Carel Pietersz. Fabritius

Carelovo „příjmení“ Fabritius je doloženo až roku 1641 zápisem v knize sňatků (1. září 1641). Do té doby je doloženo označení patronymem Pieter Carels, např. v knize křtů (27. únor 1622), v zápisech z církevní rady a v deskách poldrových. (Jméno Fabritius, kterým se Carelův otec Pieter Jan Carelsz – ze své pozice v církvi zodpovědný za vedení knihy, resp. registrování křtů – podepsal v úvodu knihy křtů, bylo dopsáno později.) Při přijetí do církve se při zápisu do církevní členské knihy (květen 1641) označili Pieter Carels i bratr Barent jako „Timmerman“, řemeslník, tesař. (Ovšem často uváděná informace, že bratři Carel a Barent pracovali jako tesaři, není k r. 2018 doložena.) V roce 1643 se v církevní členské knize uvádí Faber. Jak „Faber“, tak „Fabritius“ jsou latinizované formy slova „timmerman“. (Latinizované „Fabritius“ pochází z latinského „faber“, tj. obecně „řemeslník“.) Praxe užívat latinské jméno nebyla v církevním prostředí neobvyklá – jak Carelův dědeček, tak švagr je užívali běžně. Lze se domnívat, že se Carel chtěl jménem „Fabritius“ odlišit od ostatních nositelů běžného patronyma Pieter Carel.
Prvními signovanými díly jsou v roce 1643 (asi; viz níže) „Zmrtvýchvstání Lazara“, jež je signováno Car. Fabr., „Anděl přesvědčuje Hagar, aby se vrátila domů...“, které je signováno C P Fabritius (asi 1645; viz níže) a „Merkur uspává Arga hudbou“ (asi 1645–1647, viz níže) signované Carolus fabritius.

## Rodina a životní události
Fabritiovi rodiče měli 11 dětí. Otcem byl Pieter Jan Carelsz Fabritius (±1598–1653), matkou Barbertje Barentsdr. van der Maes (1601–1667). Otec, talentovaný amatérský malíř, byl učitelem a pracoval pro církev jako sexton, matka byla porodní asistentkou. Bratři Barent Fabritius (1624–1673) a Johannes Pietersz Fabritius (1636–1709) byli malíři.
Dne 1. září 1641 uzavřel manželství se sestrou nově jmenovaného pastora Aeltje Velthuys (Aeltge Hermansdr. van Hasselt). Narodily se jim dvě dcery, roku 1642 Aeltje, v roce 1643 Catrina, ale obě zemřely. Při porodu třetího dítěte zemřela i Aeltje; pohřbena byla 27. srpna 1643. Carelovi Fabritiovi bylo pouhých 21 let a již ztratil manželku a tři děti. Podruhé se oženil v roce 1650 (manželka Agatha van Pruyssen, vdova pocházející z Delftu).
Zemřel mladý při výbuchu delfského skladu střelného prachu. Při explozi byla zničena část města Delft včetně malířovy dílny a většiny jeho maleb.
Spolu s Fabritiem zahynul jeho učedník Mathias Spoors, portrétovaný sexton Simon Decker, manželčina matka Judick van Pruyssen a bratr, resp. pravděpodobně švagr.

## Působení

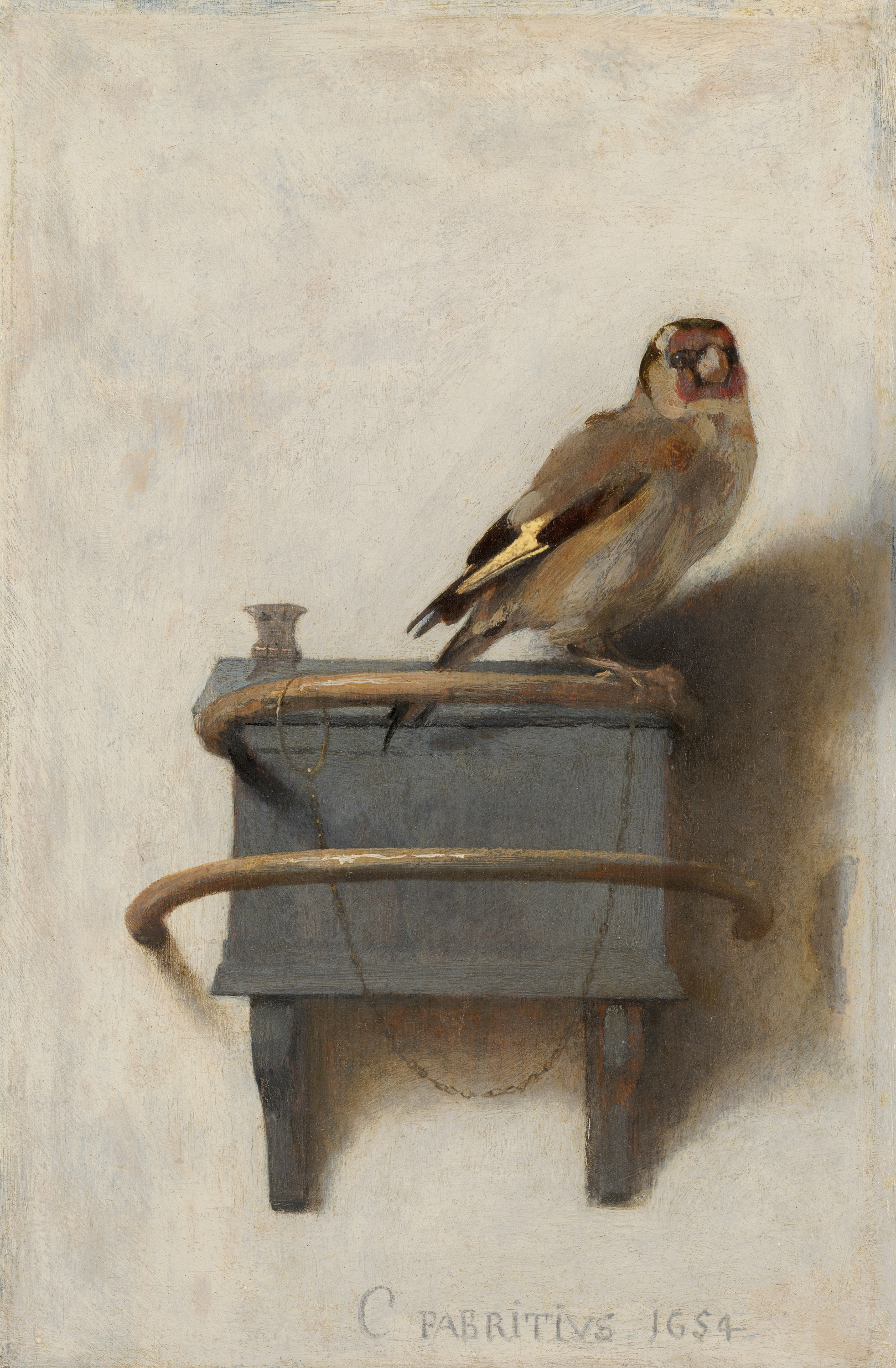
Stehlík (olej na desce)

Zápis o sňatku s Aeltje (1. září 1641) uvádí, že oba žijí v Beemsteru. Na začátku 40. let 17. století pracoval v Rembrandtově dílně v Amsterdamu, stejně jako jeho bratr Barent Fabritius. Na začátku 50. let odešel do Delftu a roku 1652 vstoupil do zdejšího malířského cechu.
Dovozuje se, že v Amsterdamu pracoval v letech 1642–1643, v Beemsteru v letech 1643–1650 a v Delftu 1650–1654.

## Dílo
Název nebo pojmenování díla se může lišit od názvu uvedeného v nejčerstvějších publikacích.
- asi 1643 (1642–1644) – De opwekking van Lazarus, Zmrtvýchvstání Lazara (The raising of Lazarus); signováno Car. Fabr. (olej na plátně, 210,5×140 cm); Národní muzeum ve Varšavě, Varšava.[5]
- asi 1645 (1644–1646) De engel haalt Hagar over terug te gaan naar huis (Genesis 16:7–14), Anděl přesvědčuje Hagar, aby se vrátila domů (Genesis 16:7–14), (The angel persuading Hagar to go back home ...); signováno C P Fabritius (olej na plátně, 157,5×136 cm); soukromá sbírka, Kolekce Leiden, New York (od r. 2011).[6]
- asi 1645 (1644–1646) – Zelfportret met baret en rood onderkleed, Autoportrét s baretem a červeným šatem (Self portrait); zbytky podpisu C., plátno asi bylo vpravo zkráceno a část podpisu ztracena (olej na plátně, 62,5×51 cm); Alte Pinakothek, Mnichov.[23]
- asi 1645–1647 – Mercurius brengt Argus in slaap met muziek, Merkur uspává Arga hudbou (Mercury lulls Argus into sleep by making music); signováno Carolus fabritius (olej na plátně, 73,5×104 cm); Los Angeles County Museum of Art, Los Angeles, Kalifornie (od r. 1990).[7]
- asi 1645–1647 – Mercurius tracht Aglauros met goud om te kopen om hem toegang tot Herse te geven, Merkur zkouší podplatit zlatem Aglauru, aby mu umožnila přístup k Hersé; (olej na plátně, 72,4×91 cm); Museum of Fine Arts Boston, Boston, Massachusetts (od r. 1903).[24]
- 1649 – Portret van Abraham de Potter (1592–1650), Portrét Abrahama de Pottera (1592–1650); datováno, signováno C. fabritius .1649 . fe ., nahoře vpravo uvedeno Abraham.de.potter / Æ.56; (olej na plátně, 68,5×57 cm); Rijksmuseum, Amsterdam (od r. 1892).[25]
- druhá pol. 40. let (1645–1650) – Zelfportret, Autoportrét (Self portrait); signováno fabritius / ƒ. (vyškrábáno v mokré barvě), podpis Rembrandt ƒ odstraněn v r. 1859 (olej na desce, 65×49 cm); Museum Boijmans Van Beuningen, Rotterdam (od r. 1847).[26]
- 1646–1651 Meisje met een bezem Dívka s koštětem (Girl with a broom); datováno, signováno Rembrandt f. 1651 (olej na plátně, 107,3×91,4 cm); National Gallery of Art, Washington D.C. (od r. 1937).[27]
- 1652 – Gezicht op Delft met de Nieuwe Kerk en het Vrouwenrecht, Pohled na Delfty s Novým kostelem a Vrouwenrecht (View of Delft with the Nieuwe Kerk and the Vrouwenrecht; dříve také A View of Delft, with a Musical Instrument Seller’s Stall); datováno, signováno C. FABRITIVS./ 1652 (olej na desce, 15,4×31,6 cm); National Gallery, Londýn (od r. 1922).[28]
- 1654 – De schildwacht, Hlídka (The sentinel); datováno, signováno (zbytky podpisu) C. FABRITIVS 1654 (olej na plátně, 68×58 cm); Staatliche Museum Schwerin, Schwerin (od r. 1753).[29]
- 1654 – Het puttertje, Stehlík (The goldfinch); datováno, signováno C. FABRITIUS 1654 (olej na desce, 33,5×22,8 cm); Mauritshuis, Haag (od r. 1896).[30]
- 1654 – Vrouw met oorhanger met parel in profiel, Žena s náušnicí s perlou v profilu (Lady with a Pearl Earring in profile); datováno, signováno fabritius 1654 (olej na plátně, 66,5×57,5 cm); Niedersächsisches Landesmuseum Hannover, Hannover.[31]
- 1654 – Zelfportret, Autoportrét (Self portrait); datováno, signováno C. fabritius. /.1654. (olej na plátně, 70,5×61,5 cm); National Gallery, Londýn (od r. 1924).[32]

Sporné autorství, neprokázané
- 1654 (1637–1654) – Studie van een oude man, Studie starého muže (Study of an old man, variantní názvy Bust of an old man, Bust of a polish jew); (olej na desce, 26×21 cm); Mauritshuis, Haag (od r. 1938).[33] – Rembrandtovo prostředí[pozn. 4][pozn. 5] nebo okruh Carela Fabritia[pozn. 6] nebo připsáno Carelu Fabritiovi[pozn. 7][pozn. 8].
- první pol. 40. let (1640–1645) – Salome receives the head of John the Baptist, Salome přijímá hlavu Jana Křtitele (The beheading of John the Baptist); (olej na plátně, 149×121 cm); Rijksmuseum, Amsterdam (od r. 1808).[34] – Většina historiků umění pochybuje nebo odmítá připisování díla Fabritiovi a plátno považuje za dílo malíře z Rembrandtova okruhu.

Fabritius byl jediný z Rembrandtových žáků, který si vytvořil osobitý styl. Typické Rembrandtovy portréty mají jednoduché tmavé pozadí a v popředí osvětlený objekt. Naopak Fabritius maloval tmavé postavy na osvětleném pozadí. Odklonil se od renesančního zaměření na ikonografii a začal se zajímat o technické aspekty malby, např. o prostorové efekty, jak je patrné na malbě se stánkem prodavače hudebních nástrojů (Pohled na Delfty..., 1652). Mezi jeho žáky patřil Jan Vermeer. Carel Fabricius ovlivnil malíře Francesco Jerace (1853–1937).

## Poštovní známky
- V roce 350. výročí malířova úmrtí při příležitosti 125. výročí založení Siemens Nederland (hlavního sponzora výstavy díla C. Fabritia v muzeu Mauritshuis v Haagu konané od 25. září 2004 do 9. ledna 2005) vydala TPG Post aršík s deseti známkami nominální hodnoty 0,39 € (6×) a 0,78 € (4×) s deseti Fabritiovými obrazy:
  - název: Carel Fabritius
  - země: Nizozemsko
  - datum vydání: 24. 9. 2004
  - rozměry: 36 × 25 mm
  - druh tisku: ofset
  - náklad: 775 000 aršíků
  - katalog: NVPH 2285-94[36]
- V roce 1999 vydala TPG Post aršík s deseti uměleckými díly malířů ze 17. století („Tien Uit de Kunst – zeventiende eeuw“) s deseti známkami nominální hodnoty 80 centů. Známkou vlevo nahoře je Fabritiův Stehlík:
  - název: Carel Fabritius Het puttertje
  - země: Nizozemsko
  - datum vydání: 8. června 1999[37]
  - katalog: NVPH 1826-35
- V roce 1982 vyšla v NDR série šesti známek s díly holandských malířů ve sbírkách Staatliches Museum Schwerin (Mi. Nr. 2726-2731, nom. hodnota 5, 10, 20, 25, 35, 70 Pf.):
  - název: Carel Fabritius, 1622–1654 Die Torwache
  - země: DDR
  - datum vydání: 10. 8. 1982
  - nominální hodnota 20 Pf. (feniků)
  - katalog: DDR Michel Nr. 2728

## RománDonny TarttovéStehlík(The Goldfinch)
Příběh začíná návštěvou newyorského muzea, při níž třináctiletý Theo Decker spatří dívku, na kterou nepřestává myslet, a setká se s jejím strýcem, jemuž splní naléhavé přání a dá slib. Theovy další osudy se mění s prostředím, ve kterém se právě ocitá, a s lidmi, jež potkává a k nimž si vytváří vztah. Jeho průvodcem, noční můrou, připomínkou neuzavřenosti jeho života, ovšem i znamením naděje a přesahu do věčnosti je právě Fabritiovo dílo Stehlík. Široce koncipovaný román vypráví nejednoduchý příběh zrání, ztrát, slepých uliček i odpovědnosti a blíží se tak klasickým bildungsrománům. Obsahuje aluze na anglosaskou literaturu od Ch. Dickense přes O. Wilda po Harryho Pottera a kritika jej vyzdvihuje jako příklad velkého amerického románu. Donna Tarttová získala za román The Goldfinch Pulitzerovu cenu 2014 za beletristické dílo.